# Rue Puvis-de-Chavannes
La rue Puvis-de-Chavannes est une voie publique du 17e arrondissement de Paris, en France.

## Situation et accès

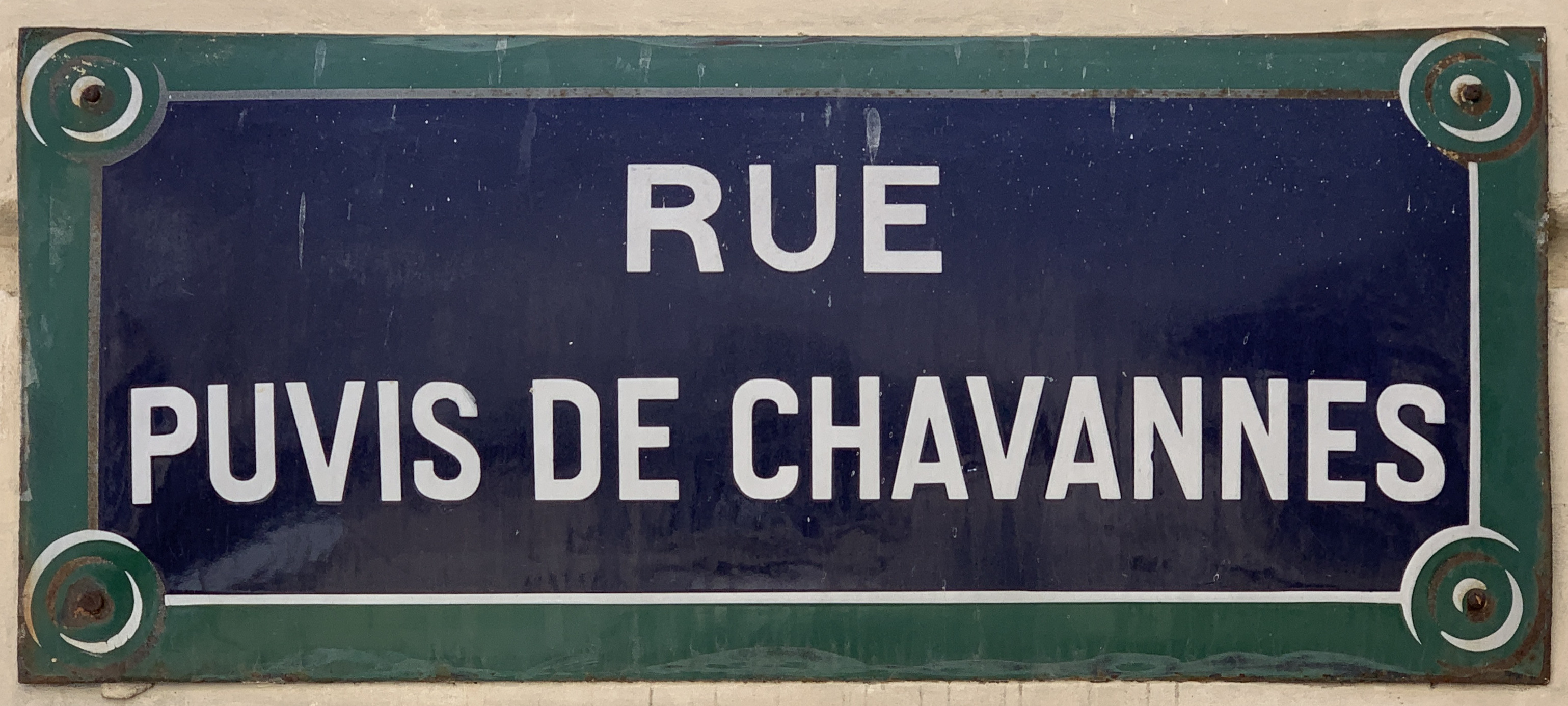
Plaque de la rue.

La rue Puvis-de-Chavannes, classée dans la voirie parisienne par un décret du 12 décembre 1900, est une rue résidentielle située dans le quartier de la Plaine-Monceau ( 17e arrondissement de Paris). Elle débute au 38, rue Ampère et se termine au 95 bis, boulevard Pereire.
Le quartier est desservi par la ligne de métro 3 à la station Pereire et par la ligne C du RER à la gare de Pereire - Levallois.

## Origine du nom

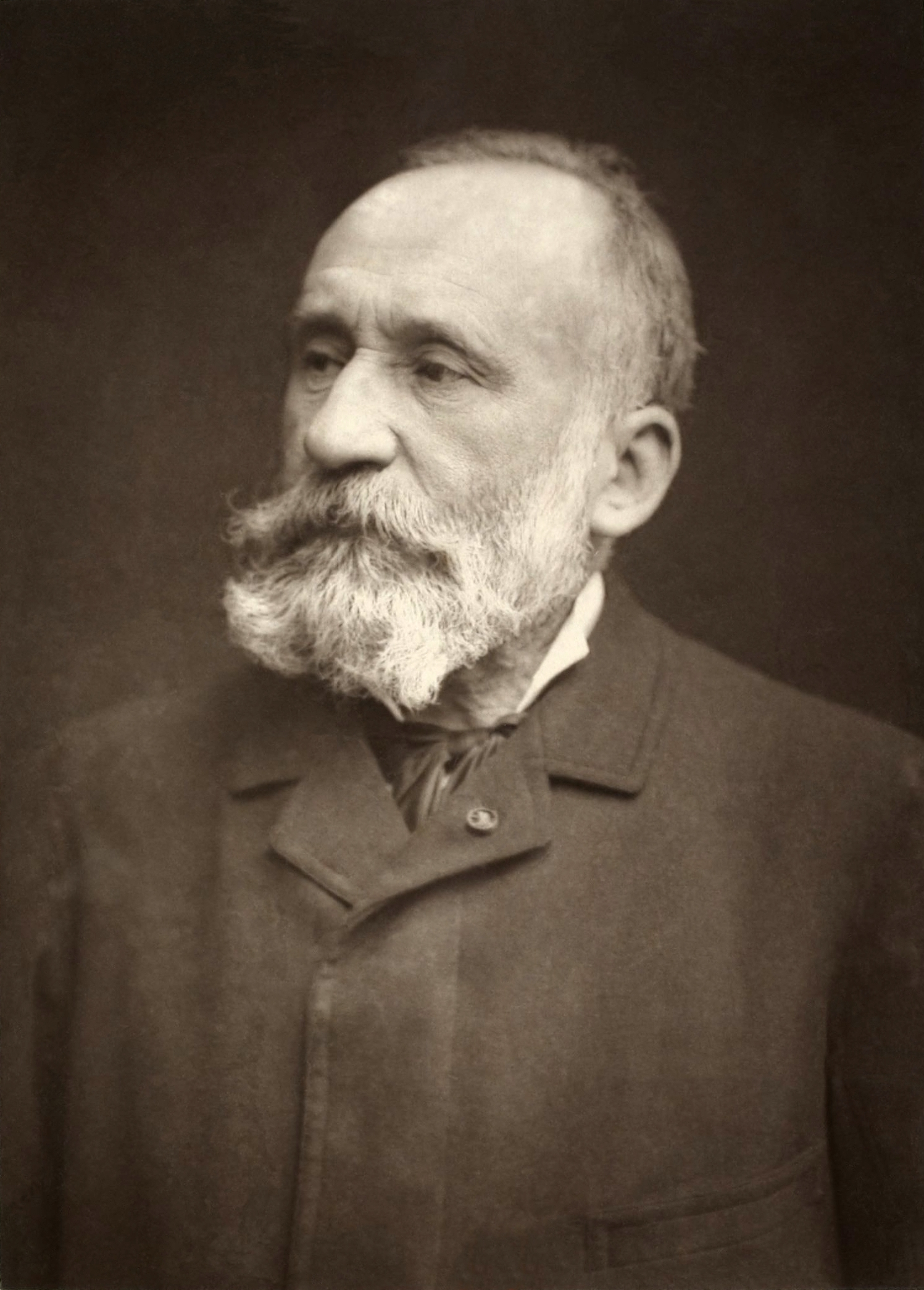
Pierre-Cécile Puvis de Chavannes.

Elle doit son nom au peintre académique Pierre Puvis de Chavannes (1824-1898), qui résidait a proximité, Avenue de Villiers.

## Historique
La rue Puvis-de-Chavannes n'a été ouverte qu'en 1899, bien après les rues avoisinantes, ouvertes au début des années 1860 au cours des opérations de lotissement du quartier de la Plaine-Monceau. En 1903, dans un livre d’anecdotes sur la capitale, Albert Dureau rapporte que « pour le tracé de cette voie nouvelle, on a éventré le dernier massif de ce qui fut la butte de la Planchette, terrain de chasse renommé au XVIIe siècle »,.
En novembre 1898, une motion au Conseil Municipal de la Ville de Paris qui indique : « L'art français vient de perdre une de ses gloires. Puvis de Chavannes est mort » propose de dénommer une rue de Paris en son honneur.
L'occasion se présente en 1899 avec l'ouverture d'une voie nouvelle entre la Rue Ampère et le Boulevard Pereire, à quelques centaines de mètres de l'ancien domicile du peintre, 89 avenue de Villiers.
Tous les bâtiments de la rue ont été construits entre 1903 et 1910, y compris l'immeuble de bureau situé au coin du boulevard Pereire, qui malgré l'apparence moderne de sa façade en marbre, est une des premières constructions en béton, réalisée en 1908 pour les Établissements Michelin.

## Bâtiments remarquables et lieux de mémoire

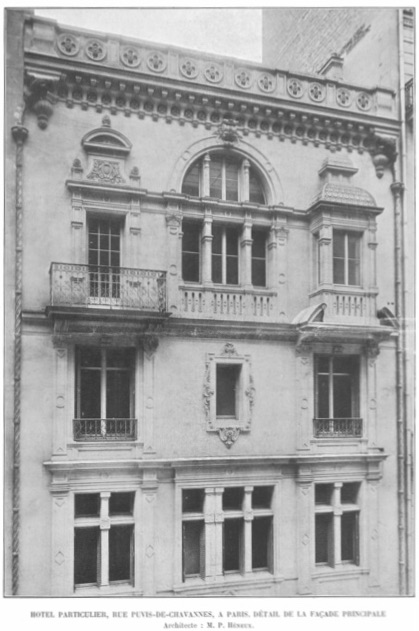
No 4 : hôtel particulier construit en 1903.

- No 4 : ce petit hôtel néo-Renaissance construit en 1903 par l'architecte Paul Héneux (1844-1909) répondait à une commande d'un "célibataire fortuné possesseur d'une collection d'oeuvres d'art", ce qui explique l'agencement du bâtiment avec les pièces de réception au premier étage, un second étage destiné aux chambres et un troisième étage, éclairé par des vastes baies très travaillées, occupé tout entier par un hall de collection. Le commanditaire a préféré vendre au moment de la décoration intérieure, "ne voulant pas être abandonné par ses amis jugeant la rue Puvis-de-Chavannes trop éloignée du centre mondain". L'anecdote nous rappelle que le quartier était encore neuf à l'époque (la voie n'a été ouverte qu'en 1899). Il attirait un public nouveau mêlant une certaine bourgeoisie et tout une société d'artistes ou de gens du spectacle (dont des "cocottes" et "demi-mondaines" dans le vocabulaire de l'époque)[5]. L'hôtel fut rapidement loué à un industriel déjà célèbre et prospère, Louis Renault (1877-1944) qui en fit sa résidence parisienne jusqu'à ce qu'il s'installe en 1918 dans un hôtel particulier bien plus somptueux au 90 de l'avenue du Bois de Boulogne (aujourd'hui avenue Foch). Louis Renault habita le petit hôtel de la rue Puvis-de-Chavannes avec la cantatrice Jeanne Hatto (1879-1958), avec laquelle il entretenait une liaison. Il lui offrit ensuite un charmant hôtel particulier à quelques pas, au 24 bis rue Alphonse-de-Neuville (aujourd'hui 6, rue Alfred-Roll). Caractéristique rare à l"époque mais indispensable pour son occupant, l'hôtel de la rue Puvis-de-Chavannes était doté d'une "remise à automobile" au rez-de-chaussée (l'entrée étroite sur la rue est d'origine et convenait donc aux véhicules de l'époque)[6],[7].
- No 10 : immeuble construit en 1907 par l'architecte Julien Bayard[8] (1843-1929) dont le style de la façade, en particulier les quelques ornements floraux, témoigne de l'influence de l'Art nouveau. Une plaque commémorative posée en 2006 avec le concours de la Ville de Paris et de l'ambassade de Russie rappelle que le cinéaste russe Andrei Tarkovski (1932-1986) trouva dans cet immeuble sa dernière demeure. Il y vécut la dernière année de sa vie dans l'appartement de son producteur Anatole Dauman.
- No 12 : hôtel particulier construit en 1904[9], dont la sobriété de la façade, animée seulement de quelques courbes, contraste avec le style éclectique des hôtels particuliers du quartier. L'architecte en est Lucien Roy[10] (1850-1941) qui fut architecte en chef des monuments historiques et à ce titre dirigea en particulier la restauration du château de Chenonceau. L. Roy présenta sa réalisation du 12 rue Puvis-de-Chavannes au salon d'architecture de la Société nationale des Beaux Arts de 1904, ce qui lui valut le commentaire suivant : "Sans tomber dans l'exagération des formes nouvelles, M. Roy sort de la banalité des formes connues. Nous ne pouvons qu'applaudir à ces tentatives d'un artiste fort distingué, qui, sans oublier le passé, sans surchauffer son imagination, marche de l'avant avec une sincère conviction"[11].
- Angle rue Puvis-de-Chavannes (97, boulevard Pereire) : cet immeuble de bureaux, en apparence contemporain, fut construit en 1909, en seulement cinq mois, selon la technique révolutionnaire à l'époque du béton armé (système Hennebique) pour les bureaux et magasins des Établissements Michelin[12]. La façade fut ensuite remaniée avec un parement en marbre rose.

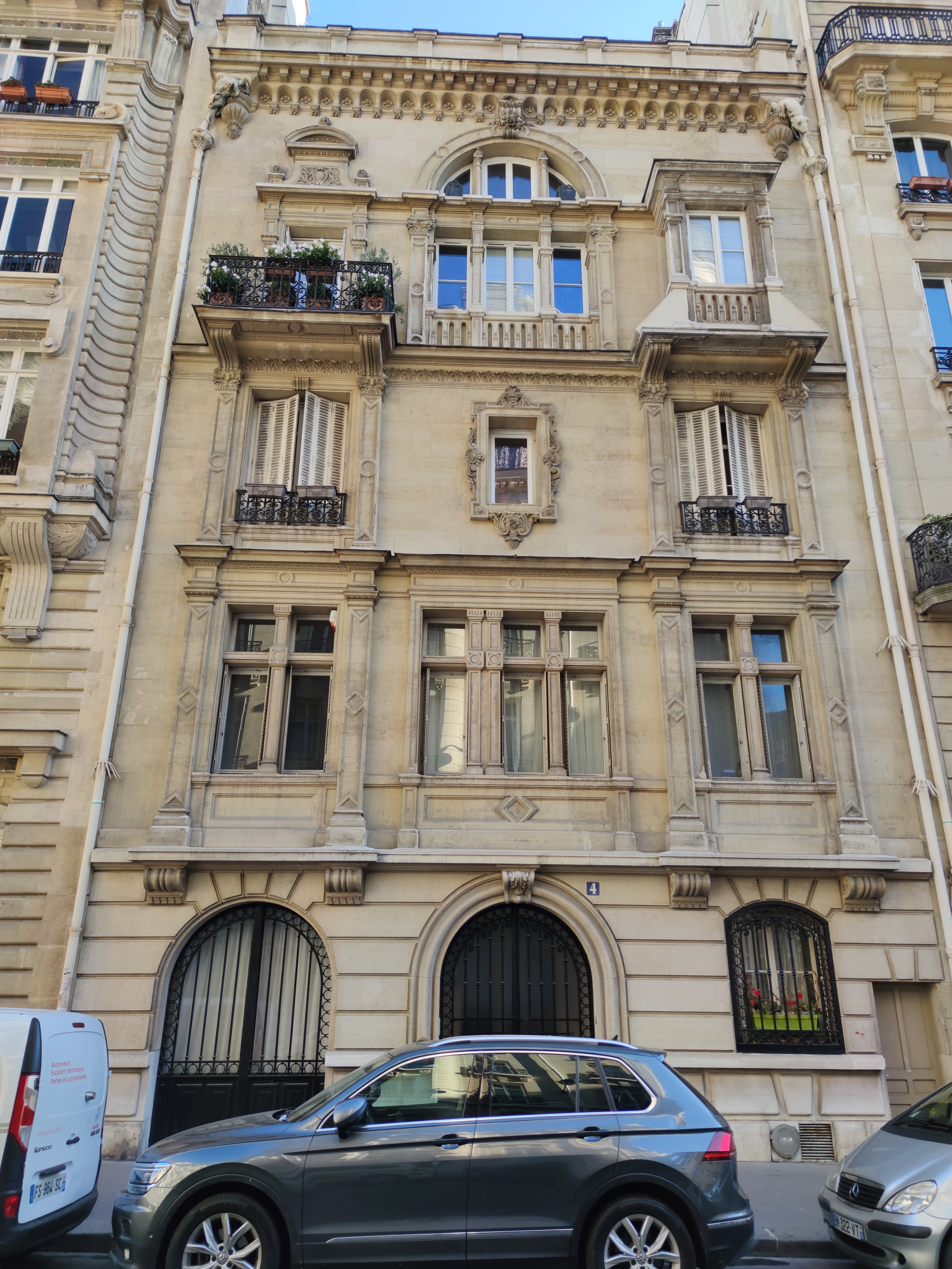
No 4.
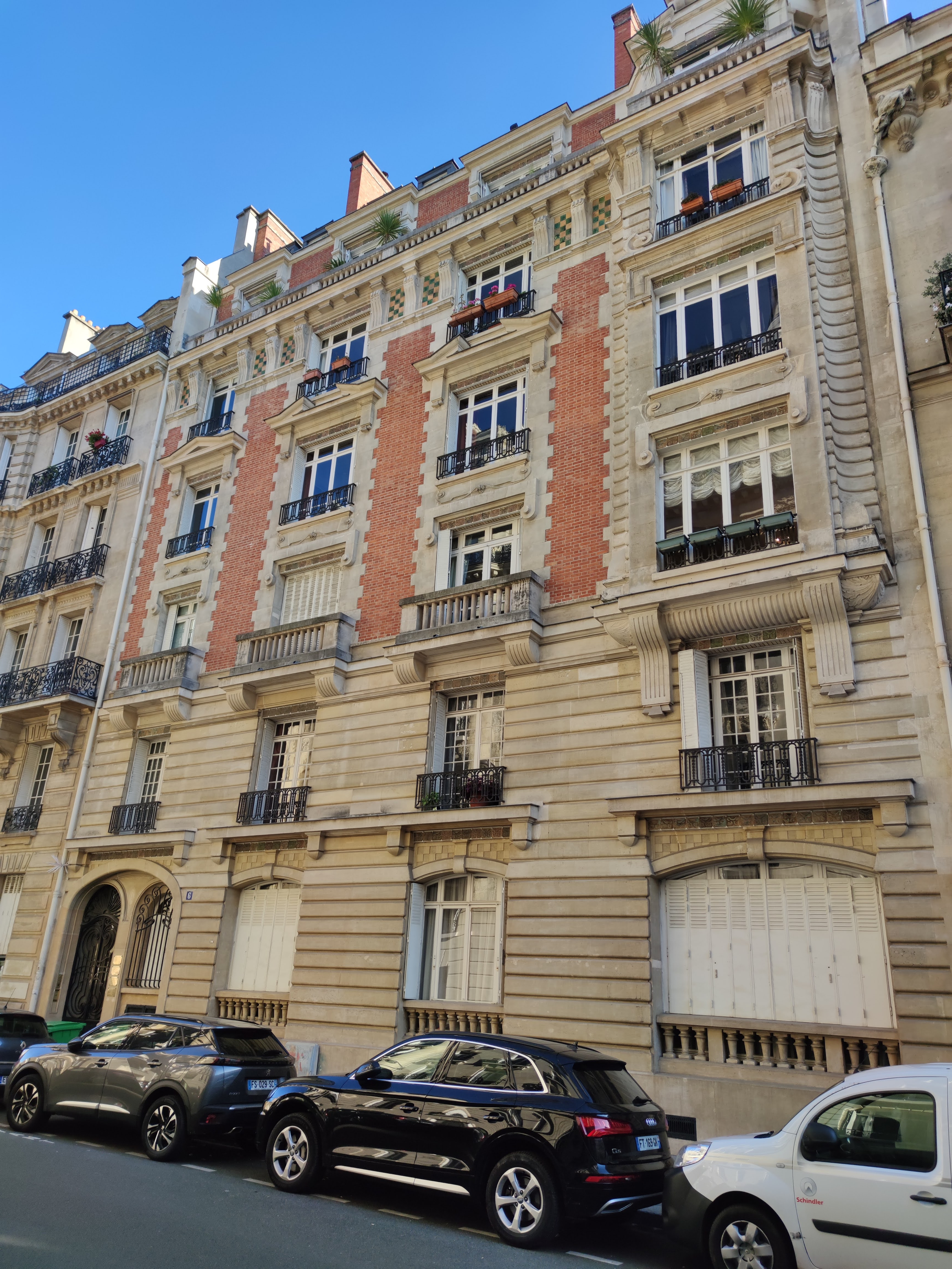
No 6.
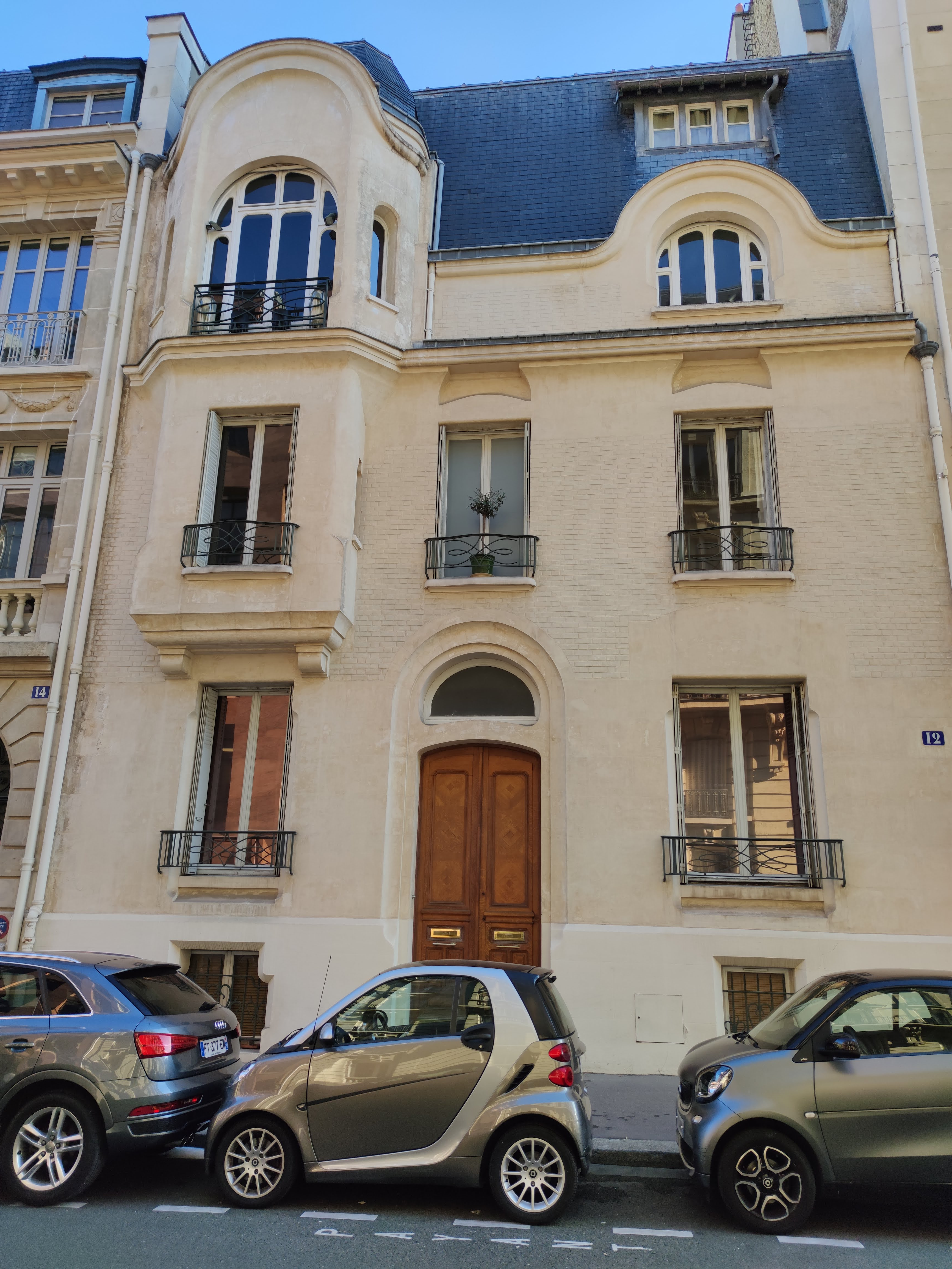
No 12.